# Річард Стівен Рітчі
Річард Стівен «Стів» Рітчі (англ. Richard Stephen "Steve" Ritchie; народився  25 червня 1942, Рейдсвілл, Північна Кароліна) — офіцер військово-повітряних сил США, єдиний пілот ВПС США, який збив 5 літаків супротивника під час В'єтнамської війни і отримав право називатися асом; крім нього, статус асів у В'єтнамі мали два оператора бортового озброєння ВПС і один льотчик та один оператор ВМС.

## Біографія
Річард Рітчі народився в Рейдсвіллі, Північна Кароліна. У дитинстві і юності він не думав про те, щоб стати пілотом; в школі Рітчі був футбольною «зіркою». Зрештою, він, проте, вступив в Академію ВПС США, яку закінчив в 1964 році. У своєму класі він виявився першим за результатами льотної підготовки. Ставши повноцінним пілотом, Рітчі літав на перехоплювачі F-104 «Старфайтер», а потім — на винищувачі F-4 «Фантом» II. Свій перший термін в Південно-Східній Азії він відслужив у 1968 році у складі 480-ї ескадрильної 366-го тактичного винищувального крила (Дананг, Південний В'єтнам). В цей період він виконував функції передового авіанавідника і не мав зіткнень з північнов'єтнамською авіацією.

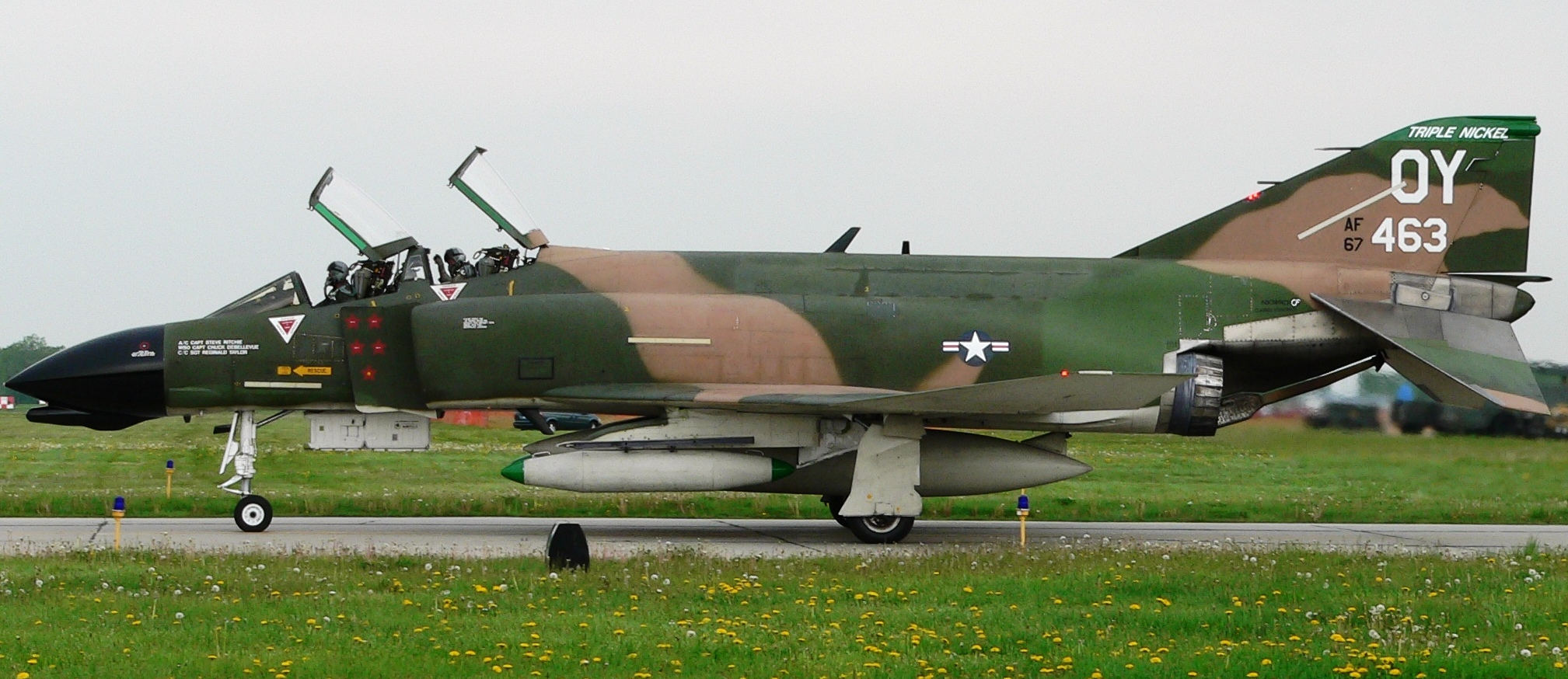
F-4D (серійний номер 66-7463), на якому Рітчі здобув 1-у і 5-у перемоги

В 1970—1972 роках Рітчі викладав тактику повітряного бою в школі винищувального озброєння США. У 1972 році добровольцем зголосився на другий термін служби в Індокитаї. Цього разу він служив в 555-ї винищувальної ескадрильної 432-го тактичного розвідувального крила (Убон, Таїланд). Ця ескадрилья мала вісім літаків F-4D, що відрізнялися від інших «Фантомів» тим, що на них була встановлена система «Combat Tree», що дозволяла ідентифікувати літаки противника за межами візуальної видимості; їхні пілоти отримували перевагу, оскільки чинні правила забороняли атакувати літаки, які не були надійно ідентифіковані як ворожі (зазвичай це призводило до того, що американським пілотам доводилося підпускати Міги на відстань візуальної видимості). Рітчі збив по одному північнов'єтнамському винищувачу 10 і 31 травня, потім 8 липня він здобув дві перемоги в одному вильоті. Свій останній літак Рітчі збив 28 серпня, тим самим ставши єдиним пілотом ВПС США у В'єтнамі, який досяг статусу аса. У всіх випадках його жертвами стали Міг-21 і всі перемоги він здобув за допомогою ракет AIM-7. У чотирьох з п'яти випадків його оператором бортового озброєння був Чак Дебельвью, що закінчив війну з рахунком у шість збитих літаків. За два терміну служби на війні Рітчі здійснив 339 бойових вильотів.
У 1970-х роках Рітчі невдало балотувався в Конгрес від республіканців. Незважаючи на поразку, він влаштувався в цивільному житті, продовжуючи залишатися на службі у ВПС Національної гвардії Колорадо. Пішов у відставку в 1999 році в званні бригадного генерала. В даний час проживає в Колорадо-Спрінгс.
Налітав понад 3000 годин. Нагороджений низкою медалей, найбільш значними з яких є Хрест ВВС, «Срібна зірка» з трьома листами конюшини і Хрест льотних заслуг з дев'ятьма листами конюшини.